# Publius Valerius Cato
Publius Valerius Cato (1. stol. př. n. l.) byl gramatikem a básníkem období Římské republiky. Je považován za ideového vůdce sdružení nových básníků, tzv. neóteriků, kteří se ve svém díle odvraceli od tradiční římské poezie a hledali inspiraci v řecké literatuře.

## Život
O životě Valeria Catona, stejně jako o dalších neótericích, nemáme mnohé informace. Nevíme, kdy přesně se narodil, ale patrně se tak stalo v roce 100/99 př. n. l. v Předalpské Galii (dnešní severní Itálie). Jeho život byl však spjat s městem Řím, kde působil jako gramatik, básnický kritik a učitel poezie. Jeho žáky byly mnozí urození obyvatelé tohoto města,  například Gaius Valerius Catullus, Marcus Furius Bibaculus a jiní. Kromě toho měl sám skládat básně, jež byly vysoce ceněny. Podle Furia Bibacula a Helvia Cinny byl vynikajícím znalcem a propagátorem ideálů alexandrijské básnické školy. První zmíněný člen Catonova kruhu o něm v jednom ze svých epigramů píše: Cato Gramatik, ta Siréna římská, jen on básníky čte a také dělá. V pozdním věku jej měla sužovat chudoba. O této skutečnosti se dovídáme opět do Bibacula: Galle, věřitel po celičkém Římě tuhle prodával vilu, my pak žasli jsme nad tím vzácným mistrem, skvělým básníkem, velkým dramatikem, že je schopen rozřešit každý problém, avšak z dluhu se vyzout nedovede.

## Dílo
Cato se patrně věnoval skládání krátkých veršovaných básní – epyllií. Uvádí se tituly Dictynna (Diana), vyprávějící o krétské bohyni Měsíce a Lydia, sbírka milostné poezie. Kromě toho se věnoval také filologickým (učeným) spisům zabývajícím se zvláště studiem Lucilia, jehož dílo Cato pravděpodobně připravil k vydání. Ani jedno z jeho děl se nám však nedochovalo.